# Università autonoma di Barcellona

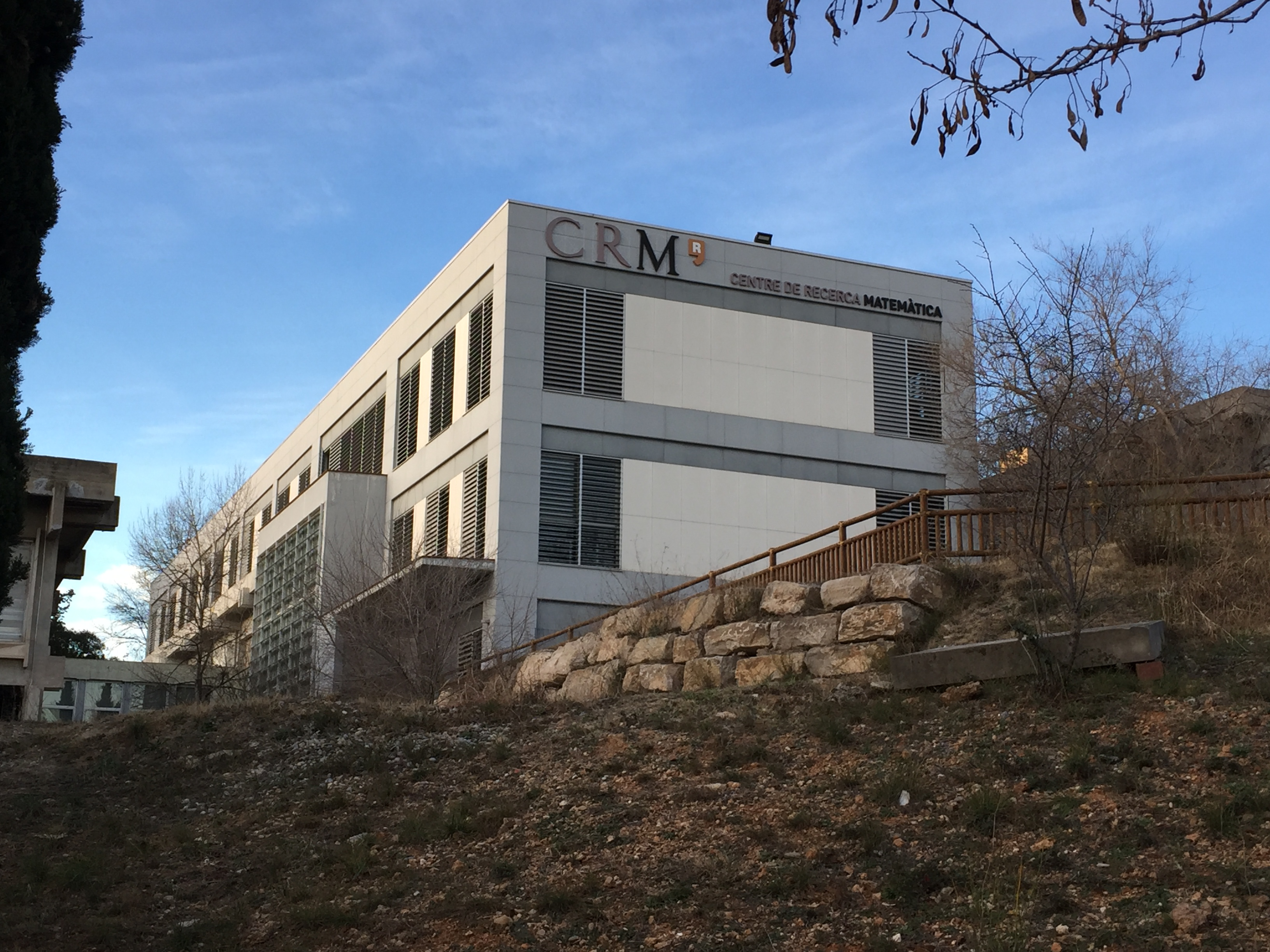
Centro di Ricerca Matematica - UAB

L'Università autonoma di Barcellona (in catalano Universitat Autònoma de Barcelona, in spagnolo Universidad Autónoma de Barcelona, abbreviata UAB) è un'università pubblica spagnola fondata nel 1968.

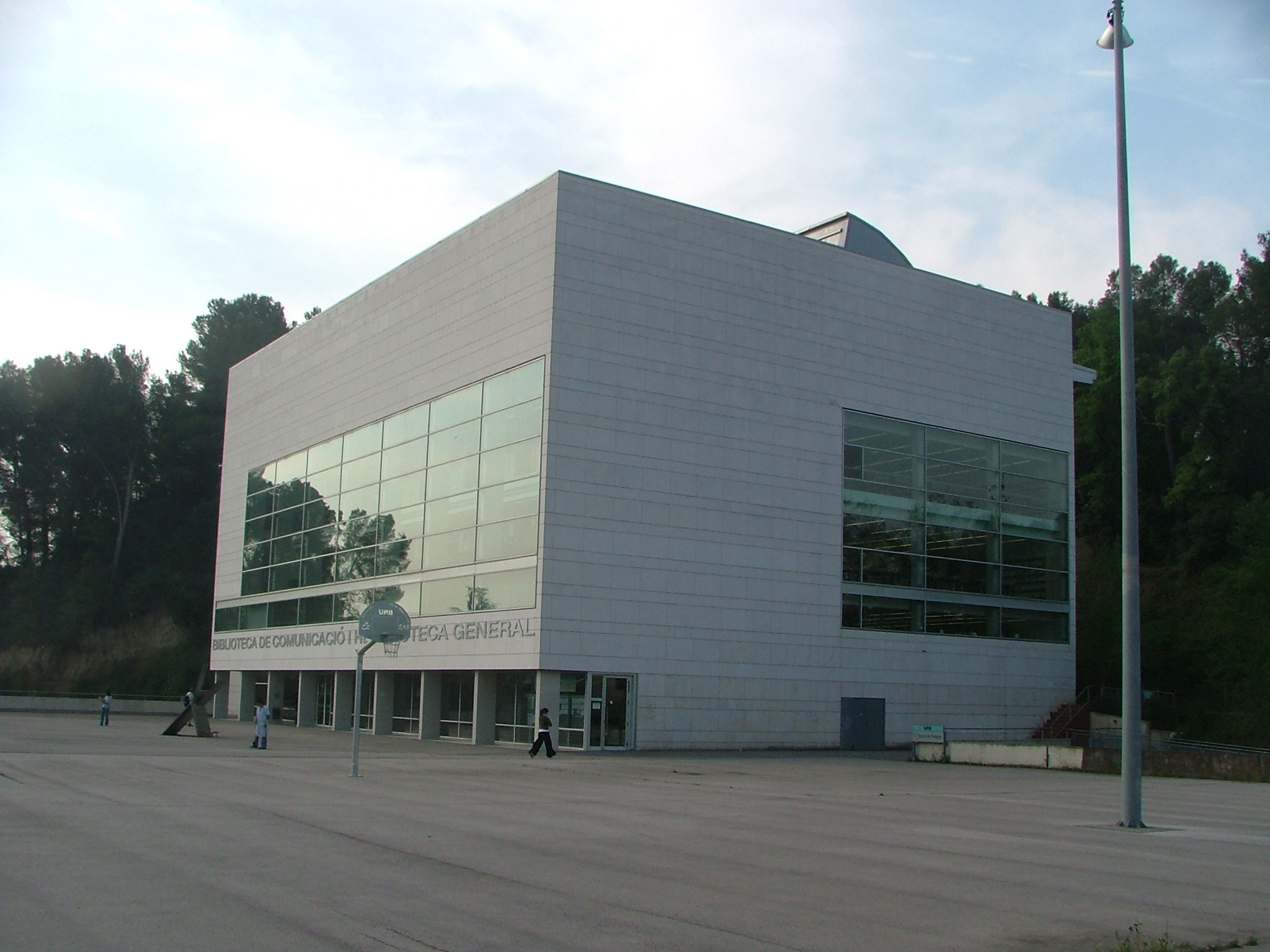
Biblioteca-Emeroteca

## Storia
L'origine del suo nome risale alla Seconda repubblica spagnola, quando l'Università di Barcellona, in virtù della legge di autonomia universitaria, volle cambiare il proprio nome con l'attuale, anche per simboleggiare lo spirito di libertà e democrazia che si respirava a Barcellona prima dello scoppio della guerra civile, ma a causa dello scoppio della guerra e della repressione franchista non si realizzò nulla in concreto.
La UAB fu fondata ufficialmente per decreto legislativo il 6 giugno 1968, e il 27 luglio fu aggiunto al decreto la disposizione di creare le facoltà di lettere, medicina, scienze naturali e scienze economiche: il 6 ottobre dello stesso anno iniziavano i corsi di lettere presso il monastero di San Cugat e pochi giorni più tardi anche i corsi di medicina presso l'hospital San Pau a Barcellona.
Nel 1969 venne acquistato l'enorme estensione terriera sulla quale sorge oggi il campus e si misero in moto le altre facoltà, cui si aggiunsero negli anni tutte le facoltà e le scuole professionali di cui è dotata oggi la UAB, con investimenti notevolissimi.
Con il crollo della dittatura di Franco nel 1975, l'Università autonoma introdusse un piano per la creazione di un modello di ateneo democratico e libero conosciuto come il "Manifesto di Bellaterra" e, due anni più tardi, con l'approvazione dello Statuto d'autonomia della Catalogna, la UAB passò sotto il controllo della Generalitat de Catalunya.
Nel periodo tra il 1985 e il 1992 l'Ateneo fu sottoposto a un incessante processo di riforma e si costruirono numerosissimi altri edifici: il complesso abitativo costruito per gli atleti delle Olimpiadi del '92 fu messo a disposizione degli studenti della UAB e costituisce oggi la residenza universitaria detta Villa Universitaria.

## Ubicazione
La maggior parte dei servizi e delle infrastrutture sono dislocate nel campus di Bellaterra nel municipio di Cerdanyola del Vallès e vi sono sedi a Sabadell, a Manresa e nella città di Barcellona. Il campus, nucleo della UAB, dista circa 30 km dalla città di Barcellona.

## Infrastrutture
Secondo dati del 2005 è costituita da 50 dipartimenti che abbracciano molti settori di ricerca, raggruppati in 11 facoltà che danno vita a oltre 70 indirizzi di studio e 90 corsi di specializzazione. Accoglie 16 tra facoltà e scuole professionali, 33 istituti e centri di ricerca. Dispone di un complesso residenziale, Vila Universitària.